# Kloster Monsalud
Das Kloster Monsalud (spanisch Monasterio de Santa María de Monsalud; lateinisch Mons Salutis) ist eine ehemalige Zisterzienserabtei  in Zentralspanien.

## Lage
Die Klosterruine befindet sich rund 60 km (Fahrtstrecke) südöstlich von Guadalajara in der Gemeinde Sacedón in der Provinz Guadalajara in der Region Kastilien-La Mancha nahe der Straße nach Cuenca bei der Ortschaft Córcoles.

## Geschichte
Das Kloster wurde im Jahr 1138 von König Alfons VII. von Kastilien gestiftet und ab 1141 an seinem gegenwärtigen Ort errichtet. Es wurde von Mönchen aus der Mutterabtei L’Escaladieu aus der Filiation der Primarabtei Morimond besetzt. Erster Abt war Fortún Donato, dem Raymundo und Bueno Emeylino folgten. Seit 1174 erwarb der mit den Zisterziensern eng verbundene Orden von Calatrava einige Rechte über das Kloster, das durch Stiftungen umfangreichen Besitz erwarb. Erst im 15. Jahrhundert wurde erstmals ein Spanier Abt. Um das Jahr 1500 fiel das Kloster in Kommende. Im Jahr 1549 trat es der kastilischen Zisterzienserkongregation bei. In der Klosteraufhebung unter der Regierung von Juan Álvarez Mendizábal wurde das Kloster im Jahr 1835 aufgelöst. Anschließend geriet die Anlage in Verfall; sie wurde jedoch im Jahr 1931 zum Monumento Nacional erklärt. In jüngerer Zeit wurde eine Renovierung unternommen.

## Bauten und Anlage

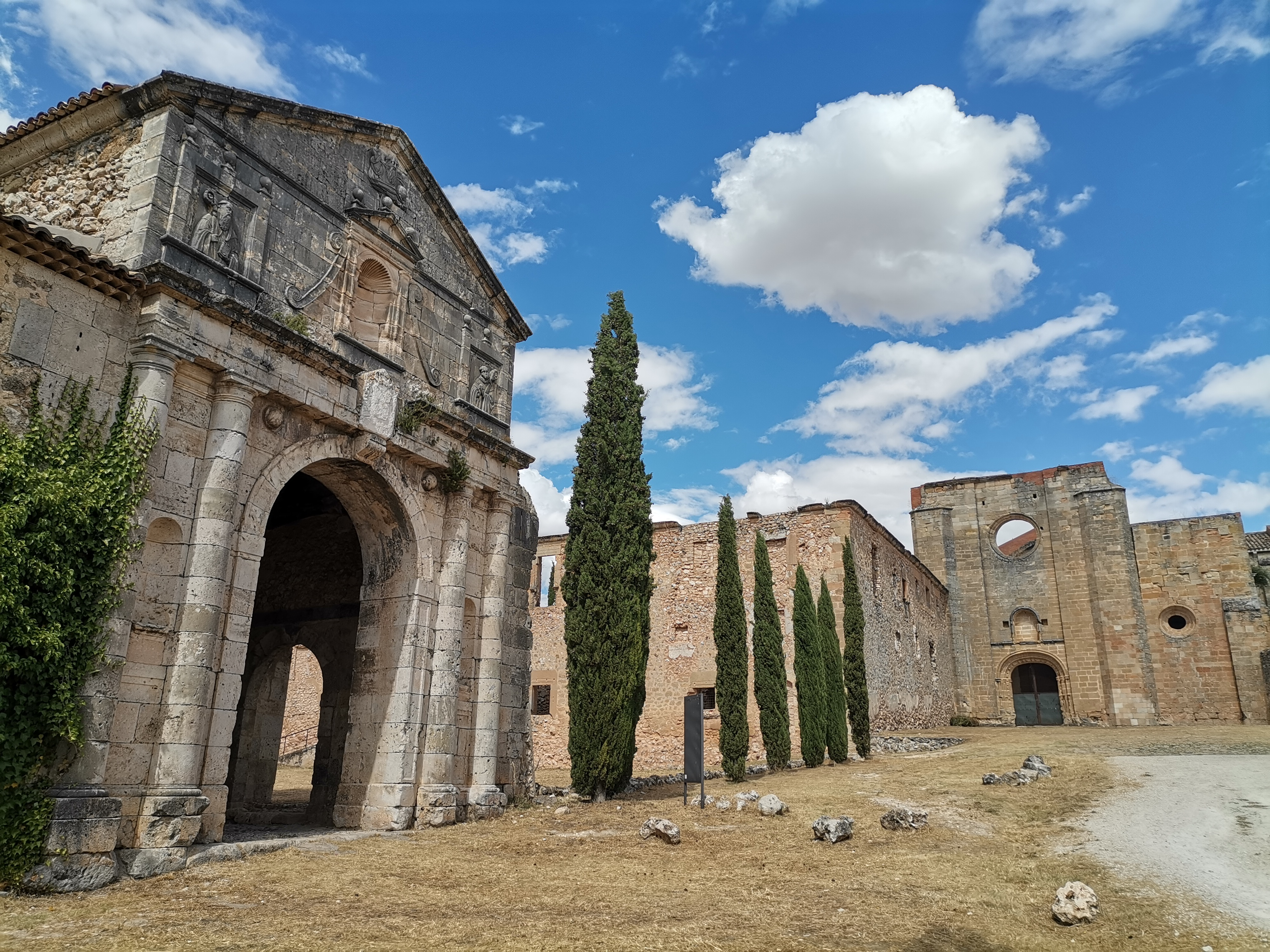
Torbau des Klosters

Das Torgebäude im Renaissancestil präsentiert das Wappen der kastilischen Zisterzienserkongregation sowie zwei annähernd quadratische Felder mit den Figurenreliefs zweier Äbte, die – zum Teil mit betenden Händen – der nicht mehr erhaltenen Marienfigur in der Mittelnische zugewandt sind. Im Giebel findet sich eine Darstellung des bärtigen Gottvaters mit einer Weltkugel in der linken Hand; die rechte ist in einer Art Segensgestus erhoben. Die südlich der Klausur gelegene und nur in Teilen erhaltene kreuzförmige Kirche ist eine dreischiffige romanische Basilika mit drei Apsiden, von denen die mittlere halbkreisförmig und die südliche viertelkreisförmig ist. Das Langhaus ist ruinös. Das südliche Querhaus weist eine stark beschädigte Rosette und ein romanisches Stufenportal mit mehreren Archivolten auf. Vom Kreuzgang (claustro) sind die Nord-, Ost- und Südseite erhalten. Am Ostflügel liegt der dreischiffige, aber nur zweijochige rippengewölbte Kapitelsaal (sala capitular), von dem ein spitzbogiger Durchgang und zwei ebenfalls spitzbogige Fenster zum Kreuzgang führen; oberhalb des Kapitelsaals befindet sich das Dormitorium. Im Nordflügel war das Refektorium untergebracht.